# Gymnochiromyia mihalyii
Gymnochiromyia mihalyii är en tvåvingeart som beskrevs av Soos 1979. Gymnochiromyia mihalyii ingår i släktet Gymnochiromyia och familjen gulflugor.
Artens utbredningsområde är Ungern. Inga underarter finns listade i Catalogue of Life.